# Martha Mödl

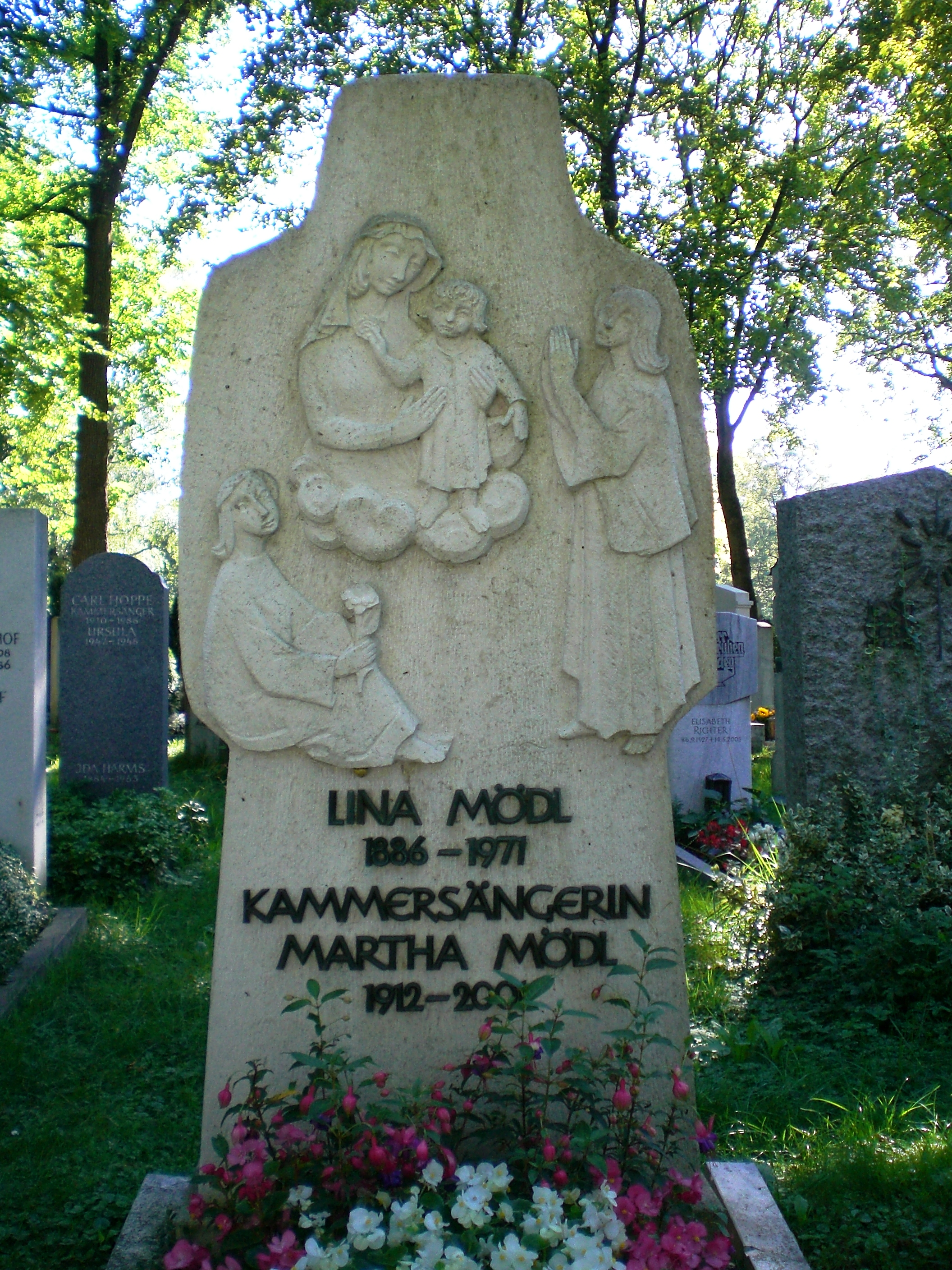
Martha Mödls grav.

Martha Mödl, född 22 mars 1912 i Nürnberg, Bayern, död 17 december 2001 i Stuttgart, Baden-Württemberg, var en tysk operasångare. Hon debuterade 1943 som mezzosopran men övergick omkring 1950 till dramatisk sopran. Samtidigt med engagemang vid större tyska scener framträdde Mödl i Bayreuth 1951–1967. Hennes röst hade stor dramatisk intensitet och hon blev mycket framgångsrik i roller som Brünnhilde i Nibelungens ring, Isolde i Tristan och Isolde och Kundry i Parsifal. Utanför Bayreuth sjöng sångerskan främst i München, Stuttgart, Nürnberg och på Wiener Staatsoper, men hon gästspelade i hela världen, bl.a. på Metropolitan, Covent Garden och i Paris och Buenos Aires. Bland roller utanför Bayreuth märks särskilt Leonore i Beethovens Fidelio. Mödl utmärktes framför allt av en enastående gestaltningskonst. Den kom till god användning även efter att sångerskan från 1960-talets slut återgick till mezzosopran och hade en ovanligt lång och framgångsrik tid med karaktärsroller som till exempel Herodias i Richard Strauss Salome, Klytämnestra i Elektra och Amman i samme kompositörs Die Frau ohne Schatten. Hon utnämndes till tysk kammarsångerska.

## Diskografi (Urval)
- Isolde i Wagners Tristan und Isolde. Dir. Herbert von Karajan. Bayreuth 1952. Orfeo C 603 033 D.
- Brünnhilde i Richard Wagners Nibelungens ring. Dir. Wilhelm Furtwängler. EMI CZS 7 67123 2 (13 CD).
- Brünnhilde i Richard Wagners Nibelungens ring. Dir. Joseph Keilberth. Bayreuth, 1953. Andromeda ANDRCD 5000 (12 CD).
- Brünnhilde i Richard Wagners Valkyrian. Dir. Joseph Keilberth. Bayreuth 1955. Testament SBT4 1432.
- Brünnhilde i Richard Wagners Ragnarök. Bayreuth 1955. Testament SBT4 1433.
- Leonore i Beethovens Fidelio. Dir. Wilhelm Furtwängler. EMI CHS 7 64496 2 (2 CD).
- Die Amme i Richard Strauss Die Frau ohne Schatten. Dir. Joseph Keilberth. Brilliant Classics. (3 CD).
- Klytämnestra i Richard Strauss Elektra. Dir. Dimitri Mitropoulos. Warner Fonit 0927 43560-2 (2 CD).
- Kundry i Wagners Parsifal. Dir. Hans Knappertsbusch. Bayreuth 1951. Membran 222185-444 (4 CD).
- Liederabende. Vol. 1. Gebhardt JGCD 0001. (1 CD).
- Liederabende. Vol. 2. Gebhardt JGCD 0002. (1 CD).
- Brünnhilde i Richard Wagners Valkyrian. Dir. Wilhelm Furtwängler. EMI CHS 7 63045 2 (3 CD).
- Titelrollen i Orffs Antigonae. Dir. Ferdinand Leitner. Stuttgart, 1956. Walhall WLCD 0189 (2 CD).
- Sieglinde i Wagners Valkyrian. Dir. Joseph Keilberth. Bayreuth, 1954. Archipel ARPCD 0282-3. (3 CD).
- Isolde i Wagners Tristan och Isolde. Liebesszene. Liebestod. Dir. A. Rother. Telefunken KT 11037/1-2 (2 LP). 1955.

## Filmografi
- Abfallprodukte der Liebe. Ein Film von Werner Schreeter. VHS. Video Deutsche Berlin 451.
- Nilsson, Mödl & Varnay - conversation. Tyskt tv-program från 1977. Engelsk textning. Premiere Opera DVD 5961. www.premiereopera.com